# Phragmidium rosae-rugosae
Phragmidium rosae-rugosae är en svampart som beskrevs av Kasai 1910. Phragmidium rosae-rugosae ingår i släktet Phragmidium och familjen Phragmidiaceae.   Inga underarter finns listade i Catalogue of Life.